# Зимовниковский краеведческий музей
Зимовниковский краеведческий музей  — музей в селе Зимовники Зимовниковского района Ростовской области. Основан в 2000 году, в коллекции музея более 5900 предметов.
Адрес музея: 347460, Ростовская область, п. Зимовники, пер. Третьяковский, 105 «в».

## История и описание
По инициативе Отдела культуры и искусства Зимовниковского района и поддержке Администрации района в 2000 году в селе Зимовники Зимовниковского района Ростовской области был основан Зимовниковский краеведческий музей. Для музея было передано здание в центре посёлка 1943 года постройки. Ранее в этом частном доме была детская библиотека, клуб. Первые экспозиции созданного музея состояли из отделов природы и истории. Первым директором музея была Шкурдалова И. Ю. Помощь в создании музея оказал Сорокин Ю. В. В разные годы директорами музея были Елисеенко И. А., Кожемяченко И. Е., Лушин В. Г., Моисеенко М. Г., Казанцева Ю. С. В настоящее время музеем руководит Ситникова Наталья Николаевна.
Первоначально в состав музейного фонда вошли экспонаты из школьных музеев района и коллекции военкомата. Свой вклад внесли жители посёлка, подарившие музею исторические предметы. Первой экспозицией музея была экспозиция о военной истории Зимовниковского района. При помощи фонда экологии управления Администрации Зимовниковского района в музее была создана экспозиция «Флора и фауна бассейна реки Сал». В экспозиции были представлены гербарии растений, чучела птиц, земноводных, пресмыкающихся, теплокровных животных, коллекции насекомых. В экспозиции по древнейшей истории края использованы материалы археологических раскопок.
В 2012 году музей переехал в здание Национально-культурного центра, где разместился на втором этаже. Оформление выставочных залов выполнено директором Детской школы искусств В. Е. Белоусовым.
За годы работы в музее собрано около 5900 экспонатов, включающих в себя предметы археологической, палеонтологической, нумизматической коллекций, произведения искусства. Крупным музейным экспонатом является племенной баран породы «Советский меринос», самый мелкий предмет весом в 2 грамма является монета хана Золотой Орды Джанибека (XIV век). В музее есть выставочный зал, где проходят выставки из фондов музея и частных коллекций. В свое время здесь прошли персональные выставки скульптора Дердиященко Е. Е., художников Падалка Ю. Н., Лопанского А. А., Морозова В. В., выставка работ преподавателей Детской школы искусств и др.
Постоянными экспозициями музея являются: «Родной земли нетленная краса», «Седая древность», «Там, где шумел ковыль», «Воинская Слава зимовниковцев», «Наш посёлок, строился…», «Там, где колышется рожь», «Аллея Славы». В музее проводятся тематические экскурсии: День Победы, день оккупации и День освобождения посёлка от немецко-фашистских захватчиков, День образования района и посёлка и др.
С 2010 года музей занимается издательской деятельностью. Были изданы подготовленные музеем книги: «Легенды ковыльных степей. Казачьи байки» Г. В. Филановского, «Штрихи к портретам минувших эпох. Археология. История. Этнография.», два сборника «Историко-археологические записки».
Музей сотрудничают с другими музеями Ростовской области. Коллекции Зимовниковского краеведческого музея выставлялись в музеях городов Зернограда, Б. Мартыновки и станицы Жуковская. В свою очередь в музее проходили выставки из Ростова-на-Дону, Волгограда, Волгодонска, Цимлянска, Семикаракорска, Аксая, Шахт, Азова и др.